# 李小雨
李小雨（1951年10月26日—2015年2月11日），女，河北丰润人，中国诗人。曾任中国诗歌学会秘书长、副会长。

## 生平
1951年10月26日出生于湖北省汉口市。从小随父母在部队生活，父亲是诗人李瑛。曾在北京读中小学，1969年到河北省丰润县插队落户。1971年应征入伍，任铁道兵15师卫生员。1972年发表第一组诗歌《采药行》。1976年起在《诗刊》编辑部工作，历任编辑、编辑部主任、副主编。1977年到华北雁翎油田劳动和写作。曾在中国作家协会文学讲习所学习。1983年加入中国作家协会。1988年毕业于北京大学中文系。
2015年2月11日晚因胃癌在北京病逝，享年64岁。

## 家庭
父亲李瑛。

## 作品
著有诗集《雁翎歌》、《红纱巾》、《东方之光》、《玫瑰谷》、《声音的雕像》、《李小雨自选诗》、《李小雨短诗选》，组诗《海南情思》等。